# Paul d’Albert de Luynes
Paul d’Albert de Luynes (ur. 5 stycznia 1703 w Wersalu, zm. 21 stycznia 1788 w Paryżu) – francuski duchowny katolicki, kardynał, arcybiskup Sens.

## Życiorys
Pochodził z arystokratycznego rodu. 17 sierpnia 1729 został wybrany biskupem Bayeux. 15 września 1729 w Paryżu przyjął sakrę z rąk arcybiskupa Louis de la Vergne Tressana (współkonsekratorami byli biskupi Léon de Beaumont i César Le Blanc). 26 listopada 1753 objął stolicę metropolitalną Sens, na której pozostał już do śmierci. 5 kwietnia 1756 Benedykt XIV wyniósł go do godności kardynalskiej z tytułem prezbitera San Tommaso in Parione. Wziął udział w konklawe wybierających Klemensa XIII, Klemensa XIV i Piusa VI. Podczas Konklawe 1758 w imieniu króla Francji Ludwika XV zgłosił ekskluzywę wobec kandydatury kardynała Carlo Alberto Guidoboni Cavalchiniego.
Był członkiem Académie française.